# Aurora Clavel
Aurora Clavel Gallardo (Pinotepa Nacional, Oaxaca, 29 de octubre de 1934 - Ciudad de México, 19 de mayo de 2025), conocida como Aurora Clavel, fue una actriz y profesora de actuación mexicana.

## Biografía
Aurora nació en la ciudad de Santiago Pinotepa en el estado de Oaxaca. "Pinotepense hasta las nachas" como ella misma se nombra, a temprana edad sintió atracción por las artes, por lo que se trasladó a la Ciudad de México en donde comenzó su relación con el medio artístico. Se casó con Armando Torres Moire ocasionando la separación con los hijos de Armando a muy temprana edad. Con casi 50 años de trayectoria, Aurora participó en una gran cantidad de películas, tanto mexicanas como extranjeras. En los Estados Unidos participó en películas como The Wild Bunch, Pat Garrett & Billy the Kid y The Mosquito Coast. En México participó en películas como Tarahumara, La soldadera, ¿Pedro Infante vive? y Vagabunda. También ha tenido una destacada carrera como actriz de televisión, participando en las telenovelas Los ricos también lloran, La fiera, Monte Calvario, El pecado de Oyuki, María Isabel, Abrázame muy fuerte y Alborada, entre muchas otras.
Se declaraba una enamorada de su tierra natal, tanto así que adquirió una propiedad («un pequeño terreno con una cabañita») para recordar sus días de infancia. Fue nombrada "Hija predilecta de Pinotepa Nacional en tres ocasiones y "Mujer del año" de Oaxaca.
En enero de 2011 anunció que abriría una Escuela de Arte Dramático en el pueblo, después de que el proyecto fuera aprobado por el presidente municipal Carlos Sarabia Camacho, quien también por esa misma fecha le rindió un homenaje por sus 50 años de carrera artística.
Refiriéndose a su proyecto, Aurora declaró: «Estoy muy contenta porque mi tierra de origen no está para improvisaciones, necesitamos personas con preparación, con estudios. Por eso voy a instituir una escuela, porque quiero enseñarle a los jóvenes lo que puede hacer una mujer o un hombre de provincia. Quiero instruirlos en todo lo que he aprendido en 50 años que me ha dado este difícil Arte, que me ha llevado a reconocimientos a nivel internacional. Eso quiero dejar como legado, como una huella a los jóvenes de mi tierra.»
Aurora fue la primera vocal de la Comisión de Honor y Justicia de la Asociación Nacional de Actores (ANDA).
Aurora Clavel falleció 19 de mayo de 2025 en la Ciudad de México, a los noventa años de edad, a causa de una neumonía derivada de una hipertensión pulmonar.

## Filmografía

### Telenovelas
- La candidata (2017) .... Madre de José
- Un camino hacia el destino (2016) .... Rosario
- Yo no creo en los hombres (2014-2015) .... Chelito
- Mentir para vivir (2013) .... Eduviges
- Corazón indomable (2013) .... Serafina
- Soy tu dueña (2010) .... Doña Angustias
- Cuidado con el ángel (2008-2009) .... Fermina
- Fuego en la sangre (2008) .... Ofelia
- Pasión (2007) .... Nana de Claudio y Ángel
- Alborada (2005-2006) .... Cleotilde
- Contra viento y marea (2005) .... Ocumé
- Misión SOS (2004) .... Pura
- Mariana de la noche (2003-2004) .... Mamá Lupe
- Atrévete a olvidarme (2001) .... Eduarda
- Abrázame muy fuerte (2000-2001) .... Vicenta
- María Isabel (1997-1998) .... Amargura
- Te sigo amando (1996-1997) .... Tránsito
- La antorcha encendida (1996) .... Dominga
- Pobre niña rica (1995-1996) .... Cata
- Bajo un mismo rostro (1995) .... Lupita
- María José (1995) .... Meche
- Entre la vida y la muerte (1993) .... Gertrudis
- Amor de nadie (1990-1991) .... Berta
- El pecado de Oyuki (1988) .... Nanae Tayota
- Rosa salvaje (1987) .... Madre de Ernesto
- Monte Calvario (1986) .... Fernanda
- Vivir un poco (1985) .... Sabina
- Los años pasan (1985) .... Chole
- La fiera (1983-1984) .... Sor Trinidad
- Amalia Batista (1983-1984) .... Adela
- Bianca Vidal (1982-1983) .... Rosa
- Chispita (1982-1983) .... Flora
- Por amor (1982) .... Sabina
- Vanessa (1982) .... Marga
- Los ricos también lloran (1979-1980) .... Mamá Chole López
- Yara (1979) .... Sabina
- Ven conmigo (1975-1976) .... Nieves
- Hermanos Coraje (1972-1974) .... Ivana
- El carruaje (1972) .... Mujer
- Lucía Sombra (1971) .... Sra. Ravel
- La Constitución (1970) .... Indígena yaqui

### Películas
- Las paredes hablan (2010) .... Doña Luz
- Espiral (2008) .... Luvina
- Cruces desiertas (2008) .... Consuelo
- El encabronado (2000)
- La víbora (1995)
- Sucedió en Garibaldi (1995) .... Rocío
- El hombre de blanco (1994) .... María
- Vagabunda (1994) .... Aniceta
- El club de los 40 millones de jodidos (1994)
- Mariachi (1993)
- Milagro de Vietnam (1992)
- Pedro Infante vive? (1991) .... Mujer con Infante
- The Mosquito Coast (1986) .... Mrs. Maywit
- Mundo mágico (1983)
- El asesino (1983)
- Hombres de tierra caliente (1983)
- En el país de los pies ligeros (1982)
- Oficio de tinieblas (1981)
- Fuego negro (1979) .... Nanny
- Los amantes fríos (1978) .... Evodia
- Mariachi - Fiesta de sangre (1977) .... Magdalena Vargas
- Somos del otro Laredo (1977)
- Deseos (1977)
- Chicano (1976)
- ¿No oyes ladrar los perros? (1975)
- La casa del sur (1975) .... Jacinta
- Auandar Anapu (el que cayó del cielo) (1975)
- Once Upon a Scoundrel (1974)
- Hernán Cortés (1974)
- El principio (1973)
- Pat Garrett & Billy The Kid (1973) .... Ida Garrett
- Los cachorros (1973)
- Mecánica nacional (1972) .... Mujer de Sábanas
- The Wrath of God (1972) .... Sra. Moreno
- Mi niño Tizoc (1972)
- Chanoc contra el tigre y el vampiro (1972)
- Ban Bang al hoyo (1971)
- The Bridge in the Jungle (1971) .... Aurelia
- Soldier Blue (1970) .... Mujer india
- Los juniors (1970)
- La maestra inolvidable (1969)
- The Wild Bunch (1969) .... Aurora
- Dr. Satán y la magia negra (1968)
- El bastardo (1968)
- Le Rapace (1968) .... Aurora
- La bataille de San Sebastián (1968) .... Magdalena
- La soldadera (1967) .... Victoria
- Rancho solo (1967)
- Rage (1966)
- ¡Viva Benito Canales! (1966)
- Tarahumara (cada vez más lejos) (1965)
- Major Dundee (1965) .... Melinche
- El mundo de las drogas (1964)
- Los amores de Marieta - Los fabulosos 20s (1964)
- Las dos galleras (1964)
- Tiburoneros (1963) .... Esposa de Rubén
- El tejedor de milagros (1962)
- Carnaval en mi barrio (1962)
- Rosa blanca (1961)

### Series de TV
- Como dice el dicho (2012-2014)
- Mujer, casos de la vida real (2001-2006)
- ¿Qué nos pasa? (1998)
- Winnetou le mescalero (1980) .... Madre
- Los lunes... Teatro (1974)
- Appointment With Destiny (1972)
- I Spy (1966) .... Mujer mexicana